# Isabel Lousada
Isabel Maria da Cruz Lousada (Lisboa (Portugal), 1962) é uma Investigadora e escritora portuguesa.
É investigadora auxiliar de nomeação definitiva da FCSH. Membro integrado da equipa de investigação CesNova - Centro de Estudos de Sociologia da Faculdade de Ciências Sociais e Humanas, da Universidade Nova de Lisboa.
Licenciada em LLM - Línguas e Literaturas Modernas (1984), prosseguiu os seus estudos tendo-lhe sido conferidos os graus de Mestre (1989) e Doutor (1999) em Estudos Anglo-Portugueses pela Universidade Nova de Lisboa. Terminou em 2008 o Curso «Techpreneur-Entrepreneurship training» ministrado pelo Nova Forum - Faculdade de Economia UNL.
Concluiu em 2009 o 1.º Curso de Pós-Graduação em Administração Pública e Sociedade.
Tem orientado os seus trabalhos na linha de Estudos sobre as Mulheres alguns dos quais publicados na Revista Faces de Eva. Estudos sobre a Mulher, pertencendo à comissão redactorial, nela ocupa ainda o lugar de secretária de Direcção até 2011.
Tem centrado a sua investigação no período de transição da Monarquia para a República. Recentemente passou a fazer parte da network - NEWW - New European approaches to European Women's Writing in History e da Cost Action ISO 901 - Women Writers in History - Toward a New Understanding of European Literary Culture;
Foi membro dos Corpos Sociais do Sindicato Nacional do Ensino Superior, tendo durante algum tempo dirigido a publicação SNesup Informação. Foi ainda Vice-Presidente da FMEPP - Federação de Mulheres Empresárias e Profissionais de Portugal - filiada na IFBPW - International Federation o Business and Professional Women, representando por essa altura a Federação no Conselho Consultivo das ONG's da CIDM. Por altura da Conferência das Nações Unidas em Pequim foi uma das delegadas portuguesas representando as ONG's da CIDM.
Foi voluntária do Projecto BIG- Bibliotecas pela Igualdade de Género - 2009-2010 (UMAR); Em 2010 foi eleita membro da: - AMONET - Associação Portuguesa de Mulheres Cientistas - Sociedade de Geografia de Lisboa, Vogal da Secção de História da Medicina; - Comissão Nacional do MDM - Movimento Democrático de Mulheres, sendo desde então sua Conselheira - AIEHM - Associación Española de Investigación Histórica de las Mujeres.

## Obras publicadas
- Lousada, Isabel; Gonçalves, M. J. 2012. Women Science and Globalization: What's Up?. ed. 1. Lisboa: AMONET.
- Lousada, Isabel. 2011. Perfil de uma pioneira: Adelaide Cabete 1856-1935. Lisboa: Fonte da Palavra/Associação Cedro.
- Lousada, Isabel. 2010. Adelaide Cabete (1867-1935). ed. 1. Sem local: Comissão para a Cidadania e a Igualdade de Género.
- Lousada, Isabel M. C; Castro, Zília O.; Cantinho, Maria J; Cabrita, Maria J. 2007. Encontro Ibérico: Reflexões em torno de María Zambrano. ed. 1. Lisboa: Relógio D’Água, Assírio e Alvim, Fim do Século e INCM. Co-org. Lousada, Isabel; Castro, Zília Osório de; Cantinho, Maria João; Cabrita, Maria João
- Lousada, Isabel M. C. 2004. Ecos da Homenagem a Maria Leonor Machado de Sousa. ed. 1. Lisboa: Edições Colibri. Co-org. Lousada, Isabel; Ceia, Carlos; Afonso, Maria João Rocha.

## Capítulos de livros
- Lousada, Isabel. 2012. “Elos de progresso científico e social: contributo para a História das Mulheres cientistas em Portugal.” In Women, Science and Globalization. What’s up?, editado por Lousada, Isabel e Gonçalves, Maria José, pp:61-89, Lisboa: AMONET.
- Lousada, Isabel e Maria João da Rocha Afonso. 2011. “Shakespeare no Circuito de uma Epístola entre Londres e Lisboa.” In Miscelânea de Estudos em Homenagem a Maria Manuela Gouveia Delille - Volume 2, coordenado por Maria Teresa Delgado Mingocho, Maria de Fátima Gil e Maria Esmeralda Castendo, 1150-1172. Coimbra: Minerva.
- Lousada, Isabel (2009). “Adelaide Cabete: entre a eugénica e engenética na defesa da Res publica”. Letras & ciências: as duas culturas de Filipe Furtado. Lisboa: [s.n.], p. 511-531.
- Lousada, Isabel (2009). “Em fazenda «verde-rubras» …”. A Maçonaria e a Implantação da República. Lisboa: Grémio Lusitano: Fundação Mário Soares, p. 78-87.

## Textos em revistas
- Recensão crítica - Espanca, Florbela. Livro de mágoas. Obras completas. Organização, fixação crítica dos textos e notas de Cláudia Pazos Alonso e Fabio Mario da Silva. Lisboa: Estampa, 2012. v. I. p. 151. In Revista Navegações, vol. 5, n.º 2, jul/dez, (2012): 244-246. http://revistaseletronicas.pucrs.br/ojs/index.php/navegacoes/index
- Lousada, Isabel. 2012. “Carolina: Por entre os itinerários da Memória e da Ciência.” Gaudium Sciendi – Revista da Sociedade Científica da Universidade Católica, 2, pp:108-117 Arquivado em 3 de março de  2016, no Wayback Machine.
- Lousada, Isabel. 2012. “Elos de progresso científico e social: contributo para a História das Mulheres cientistas em Portugal.” In Women, Science and Globalization. What’s up?, editado por Lousada, Isabel e Gonçalves, Maria José, pp:61-89, Lisboa: AMONET.
- Sousa, Cláudia e Lousada, Isabel. 2012. “Florbela Espanca: convergência entre mundos.” Callipole – Revista de Cultura 21, pp:333-345.
- Lousada, Isabel. 2012. “Ousar Voar!”. Revista Notícias 86: 34-40
- Lousada, Isabel. 2011. “Dicionário(s) no feminino.” In Olhares sobre as Mulheres: Homenagem a Zília Osório de Castro, coordenado por Irene Tomé, Maria Emília Stone e Maria Teresa Santos, 153-162. Lisboa: CesNova, FCSH-UNL.
- Lousada, Isabel (2009). “International Expectations: ICW – Prelúdio para o CNMP”. Faces de Eva: Estudos sobre a mulher. Lisboa. Nº 22, p. 51-69.
- Lousada, Isabel (2009). “Perfil Adelaide Cabete”, Agenda Feminista 2010 grupo prémio CIG-CML: Madalena Barbosa.
- Lousada, Isabel (2009). “Perfil República”, Agenda Feminista 2010 grupo prémio CIG-CML: Madalena Barbosa.

## Apresentações em congressos
- Lousada, Isabel. 2012. “Portugal em poema pela pena de Lord George Nugent Grenville. A história da história colhida no campo de batalha.” In A guerra peninsular em Portugal (1810-1812): Derrota e perseguição. A invasão de Masséna e a transferência das operações para Espanha, 645-659. Lisboa: Comissão Portuguesa de História Militar.
- Lousada, Isabel. 2011. “Pela Pátria: «A Cruzada das Mulheres Portuguesas» (1916-1938).” In Actas do XIX Colóquio de História Militar «100 anos de regime republicano: políticas, rupturas e continuidades». Lisboa: Comissão Portuguesa de História Militar – Ministério da Defesa Nacional, 667-688.
- Lousada, Isabel (2009). “A Batalha de Adelaide Cabete em A Batalha: higienismo no feminino”. Actas do Congresso Feminista 2008. Lisboa: UMAR (União de Mulheres Alternativa e Resposta), Lisboa.

Para ter acesso a toda bibliografia e a alguns textos integrais, consulte o CV DeGois da Autora

## Instituições com as quais a autora trabalha/ou ou colabora/ou
Portuguesas:
- Universidade Nova de Lisboa
- Faculdade de Ciências Sociais e Humanas da Universidade Nova de Lisboa
- CESNOVA - Centro de Estudos de Sociologia da Universidade Nova de Lisboa
- Revista Fases de Eva
- FMEPP - Federação de Mulheres Empresárias e Profissionais de Portugal
- BIG- Bibliotecas pela Igualdade de Género
- AMONET - Associação Portuguesa de Mulheres Cientistas
- MDM - Movimento Democrático de Mulheres
- Sócia da APE - Associação portuguesa de escritores

Internacionais:
- New approaches to European Women's Writing
- International Federation of Business and Professional Women
- Española de Investigación Histórica de las Mujeres